# Contea di Nenjiang
La contea di Nenjiang (嫩江县S, Nènjiāng XiànP) è una contea della Cina, situata nella provincia di Heilongjiang e amministrata dalla prefettura di Heihe.